# Eucalyptus pendens
Eucalyptus pendens är en myrtenväxtart som beskrevs av Murray Ian Hill Brooker. Eucalyptus pendens ingår i släktet Eucalyptus och familjen myrtenväxter. Inga underarter finns listade i Catalogue of Life.

## Bildgalleri

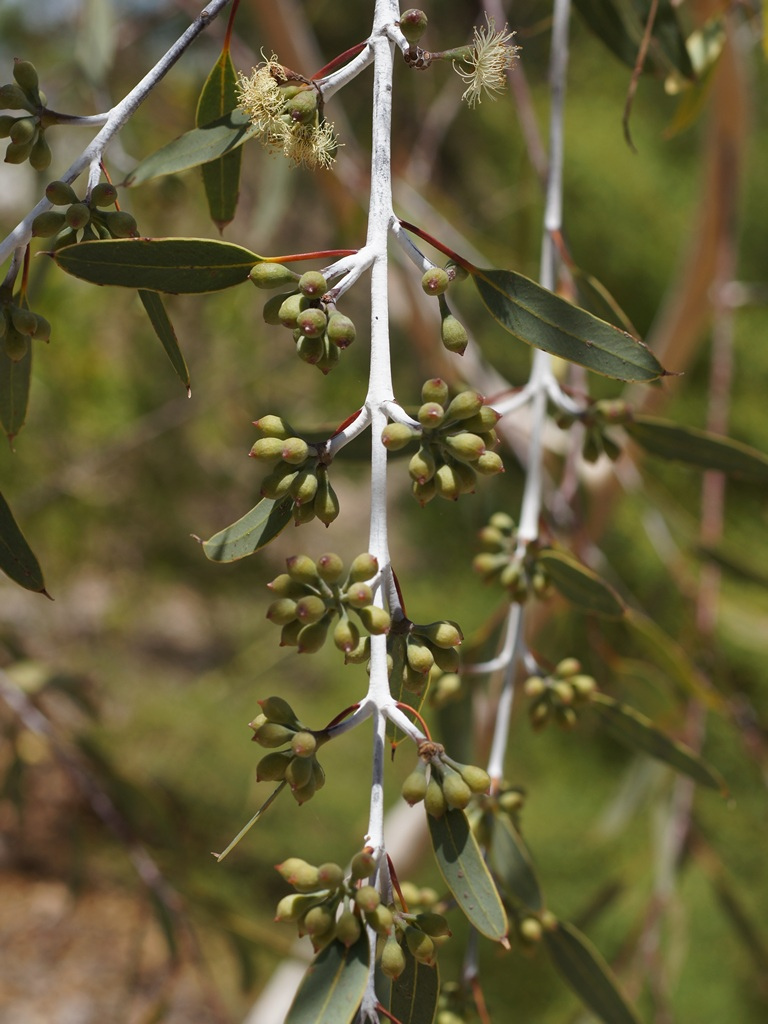
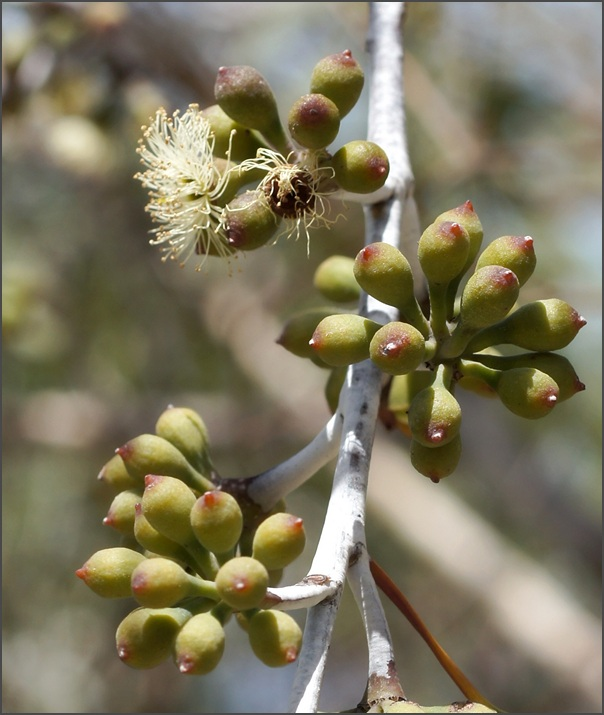